# Lisette Sevens

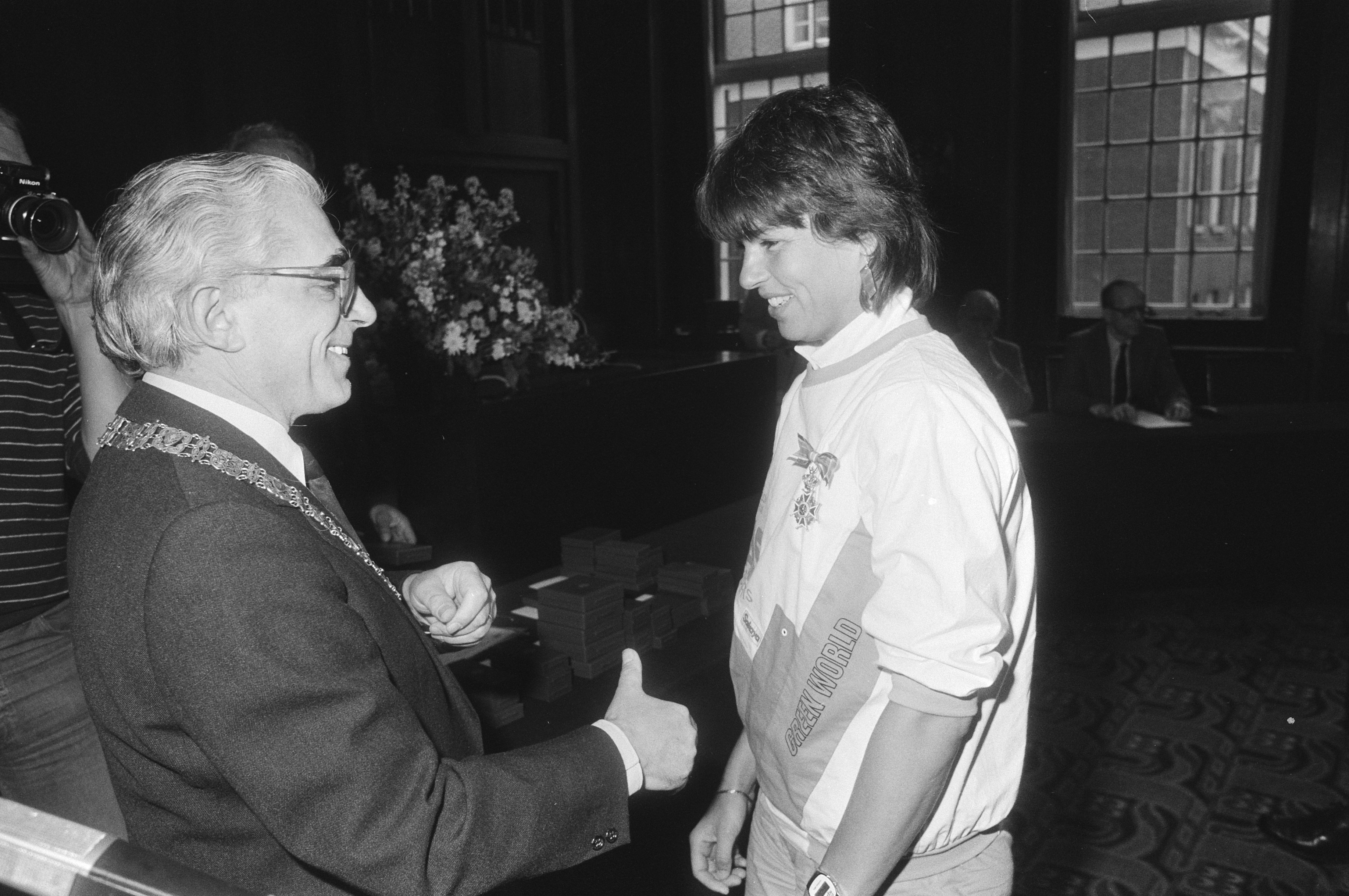
Der Amsterdamer Bürgermeister Wim Polak empfängt die Weltmeisterin Lisette Sevens am 29. April 1983

Elisabeth „Lisette“ Anthonius Maria Ingnatius Sevens (* 29. Juni 1949 in Helmond) ist eine ehemalige niederländische Hockeyspielerin. Sie gewann mit der niederländischen Nationalmannschaft die olympische Goldmedaille 1984 und war Weltmeisterin 1974, 1978 sowie 1983.

## Sportliche Karriere
Lisette Sevens war mit dem Amsterdamsche Hockey & Bandy Club mehrfache niederländische Meisterin. Von 1974 bis 1984 trat sie in 125 Länderspielen für die niederländische Nationalmannschaft an.
Die Verteidigerin nahm 1974 an der ersten offiziellen Weltmeisterschaft der Damen teil. Die Niederländerinnen waren in der Vorrunde Zweite hinter der indischen Mannschaft und siegten im Halbfinale mit 1:0 über die Deutschen. Die niederländische Mannschaft gewann den Titel durch ein 1:0 im Finale gegen die Argentinierinnen. Bei der Weltmeisterschaft 1976 erhielten die Niederländerinnen die Bronzemedaille. Zwei Jahre später bei der Weltmeisterschaft 1978 in Madrid gewannen die Niederländerinnen in ihrer Vorrundengruppe alle vier Spiele und besiegten im Halbfinale die belgische Mannschaft mit 6:0. Im Finale bezwangen sie die Deutschen mit 1:0. Bei der Weltmeisterschaft 1981 unterlagen die Niederländerinnen im Finale von Buenos Aires der deutschen Mannschaft im Siebenmeterschießen. Zwei Jahre später gewannen die Niederländerinnen den Titel bei der Weltmeisterschaft 1983 in Kuala Lumpur mit einem 4:2-Sieg über Kanada. Lisette Sevens war die erste Frau, die drei Weltmeistertitel gewann. 1986 gewannen Elsemieke Hillen und Sandra Le Poole ihren dritten Titel. 42 weitere Hockeyspielerinnen gewannen bis 2018 zwei Weltmeistertitel.
Im Mai 1984 fand in Lille die erste Europameisterschaft der Damen statt. Die Niederlande unterlagen in der Vorrunde der Mannschaft aus der Sowjetunion mit 2:3. Im Finale trafen die beiden Teams wieder aufeinander und diesmal gewannen die Niederländerinnen mit 2:0. Die Mannschaft aus der Sowjetunion war bei den Olympischen Spielen 1984 in Los Angeles wegen des Olympiaboykotts nicht am Start. Insgesamt nahmen sechs Mannschaften teil, darunter aus Europa nur die Europameisterinnen aus den Niederlanden und die Europameisterschaftsdritten aus Deutschland. Die Niederländerinnen gewannen vier Spiele und spielten gegen Kanada unentschieden. Damit erhielten sie die Goldmedaille vor den Deutschen.